# Österreichischer Schriftsteller/innenverband
Der Österreichische Schriftsteller/innenverband, früher Österreichische Schriftstellerverband (englisch: Austrian Writers’ Association; abgekürzt OeSV oder ÖSV bzw. AWA) ist eine österreichische Berufsvereinigung für Autoren. Der Verband wurde 1945 gegründet und war eine der ersten österreichischen Berufsvereinigungen nach dem Ende des Zweiten Weltkrieges.

## Geschichte und Ziele
Die Vereinsgründung wurde am 11. Juni 1945 von Oskar Maurus Fontana als Vorsitzender eines Proponentenkomitees im Wiener Rathaus in die Wege geleitet. Am 17. September 1945 fand die konstituierende Versammlung des Verbandes demokratischer Schriftsteller und Journalisten Österreichs statt. 1946 waren 873 Personen Mitglieder.
In den ersten Nachkriegsjahren war eine der Hauptaufgaben des Vereins, Papier für die Autoren zu beschaffen. Erster Vorsitzender war der Literaturhistoriker Edwin Rollett, der bis 1951 in dieser Funktion blieb. Ab 1954 trug der Verband den Namen Österreichischer Schriftstellerverband.
Anliegen des Verbandes sind die Begegnung der Autoren und der Gedankenaustausch mit dem Publikum. Doppelmitgliedschaften mit anderen Literaturverbänden, etwa P.E.N. und Grazer Autorenversammlung, sind möglich. Der Verband hat seinen Sitz in Wien. 

## Aktivitäten

### Lesungen
Der OESV veranstaltet zwischen 12 und 15 Lesungen pro Jahr. Zu den häufig gewählten Veranstaltungsorten zählen das Literaturhaus Wien, das Österreichische Gesellschafts- und Wirtschaftsmuseum, das Österreichische Kulturzentrum im Palais Palffy, die Österreichische Gesellschaft für Literatur und die Österreichische Gesellschaft für Musik.

### Publikation
Zweimal jährlich erscheint die Zeitschrift Literarisches Österreich in der Neuerscheinungen von Mitgliedern rezensiert werden. Zusätzlich werden Essays, Grafiken und allgemeine Informationen über Literatur abgedruckt. Seit 2010 erscheint zusätzlich einmal im Jahr ein Themenheft. 
Die folgenden Anthologien mit Texten der Verbandsmitglieder wurden herausgegeben:
- Vom Wort zum Buch, Lyrik. Edition Doppelpunkt, Wien 1998, ISBN 3-85273-056-2
- Gedanken-Brücken, Prosatexte. Edition Doppelpunkt, Wien 2000, ISBN 3-85273-102-X
- Kaleidoskop, Prosatexte. Edition Atelier, Wien 2005, ISBN 3-902498-01-3